# La sposa fedele
La sposa fedele és una òpera en tres actes composta per Pietro Alessandro Guglielmi sobre un llibret italià de Pietro Chiari. S'estrenà al Teatro San Moisè de Venècia el carnestoltes de 1767. A Catalunya, s'estrenà el 1769 al Teatre de la Santa Creu de Barcelona.